# Templo de Hermosillo
El templo de Hermosillo, México, es uno de los templos construidos y operados por la Iglesia de Jesucristo de los Santos de los Últimos Días, el número 72 construido por la iglesia, ubicado en la ciudad de Hermosillo, capital del estado mexicano de Sonora y una de las primeras regiones de México que recibió proselitismo de misioneros SUD.

## Construcción
En abril de 1998 la iglesia anunció la construcción de nuevos templos de menores proporciones alrededor del mundo. La construcción de un cuarto templo en México con estas nuevas dimensiones fue anunciado el 20 de julio de 1998 por el entonces presidente de la iglesia Gordon B. Hinckley. El templo Hermosillo fue el templo número 17 construido con estas especificaciones de menores proporciones con el fin de completar la meta de tener construidos 100 templos alrededor del mundo para fines del año 2000. El templo de Hermosillo es uno de los templos de menores proporciones que tiene variaciones al diseño y planos de los templos de menores proporciones. Tiene mayor superficie para incluir un segundo salón para las investiduras ceremoniales, ambos salones cuentan con dos salas para estadios progresivos de la ceremonia, el primero de los dos dotado de la película de la creación y el segundo cuarto dotado con el velo que separa al salón celestial.
La construcción del templo comenzó con una ceremonia de la primera palada el 5 de diciembre de 1999 en un terreno de 6.200 metros cuadrados, presidida por autoridades locales y al que asistieron unas mil personas. Ese mismo día se realizó la ceremonia de la primera palada del templo de Columbia, siendo la segunda vez que la iglesia dedicaba el terreno de dos templos en un día. La primera estaca SUD en Hermosillo fue inaugurada en 1976, junto con la estaca de Ciudad Obregón.

## Dedicación
El templo de Hermosillo es utilizado por más de 46.000 miembros repartidos en 12 estacas y 4 distritos afiliadas a la iglesia en Hermosillo.
El templo SUD de la ciudad de Hermosillo fue dedicado para sus actividades eclesiásticas en cuatro sesiones, el 27 de febrero de 2000,  por  Gordon B. Hinckley, siendo el templo número 50 dedicado por el entonces presidente de la iglesia SUD. Antes de ello, del 3 al 21 de abril de ese mismo año, la iglesia permitió un recorrido público de las instalaciones y del interior del templo al que asistieron más de 46.000 visitantes. Unos 6.000 miembros de la iglesia e invitados asistieron a la ceremonia de dedicación, que incluye una oración dedicatoria.
El día de la dedicación del templo de Hermosillo, uno de los autobuses que transportaba miembros de vuelta a la comunidad de Los Mochis, rodó en un accidente vial tratando de esquivar una carroza tirada por un caballo. Una mujer de 56 años, esposa del obispo de la localidad, falleció en el accidente y otras 21 personas resultaron heridas. El informe policial indicó que la carroza podría haber sido una estrategia para robar a los pasajeros del autobús.
Al templo, por su cercanía a las comunidades, también asisten miembros provenientes de Ciudad Obregón, Culiacán, Guaymas, Caborca, Eldorado, El Fuerte, Huatabampo, Nogales y Los Mochis.

## Características
Los templos de la Iglesia de Jesucristo de los Santos de los Últimos Días son construidos con el fin de proveer ordenanzas y ceremonias consideradas sagradas para sus miembros y para quienes son necesarias para la salvación individual y la exaltación familiar. El templo de Hermosillo fue construido de mármol blanco, con un modelo de un solo pináculo. tiene un total de 1000 metros cuadrados de construcción y cuenta con dos salones para dichas ordenanzas SUD y dos salones de sellamientos matrimoniales.